# Interstella 5555
Interstella 5555: The 5tory of the 5ecret 5tar 5ystem (インターステラ5555?) är en fransk-japansk tecknad science fiction-film från 2003 i regi av Leiji Matsumoto, med musik av Daft Punk. När Daft Punk producerade deras album Discovery kom de på tanken att låta Matsumoto göra deras videor. Idén växte till att göra en video till varje låt på albumet, som blev till en sammanhängande berättelse. Interstella 5555 har således inget tal förutom musiken från Discovery. Det finns dock vissa ljudeffekter i filmen.

## Handling
Ett framgångsrikt houseband från en fjärran planet blir kidnappat och hjärntvättat. Medlemmarna blir utklädda och färgade som människor och förs till jorden för att arbeta för en ondskefull musikproducent som vill ta över Jorden. Deras planets beskyddare följer dock efter och försöker att rädda dem. Beskyddaren har sedan innan varit förälskad i den kvinnliga bandmedlemmen och när de möts så blir även hon förälskad i Beskyddaren. Bandmedlemmarna lyckas bli räddade och stoppar den ondskefulla musikproducenten från att ta över jorden. På grund av skador från att stoppa musikproducenten, så blir de tvungna att erkänna att de inte är från jorden och ber om hjälp av människorna till att åka hem. Med människornas hjälp så lyckas de ta sig till sin hemplanet.
Filmen består av 14 delar och varje del har en speciell låt:
1. One More Time
2. Aerodynamics
3. Digital Love
4. Harder, Better, Faster, Stronger
5. Crescendolls
6. Nightvision
7. Superheroes
8. High Life
9. Something About Us
10. Voyager
11. Veridis Quo
12. Short Circuit
13. Face to Face
14. Too Long